# Palazzo di Domiziano
Il palazzo di Domiziano era il principale complesso imperiale sul colle Palatino, che andò a sostituire una serie di costruzioni più antiche che andavano dall'età repubblicana a quella neroniana. È composto da tre settori: la Domus Flavia, la Domus Augustana e lo Stadio palatino.

## Storia
L'enorme complesso occupò tutta la parte centrale del Palatino dalla fine del I secolo, sostituendo edifici più antichi, databili dalla Repubblica a Nerone.
Il palazzo smisurato faceva grande effetto sui contemporanei, come rimane traccia nelle lodi di Marziale e Stazio. La validità degli architetti impegnati nell'edificio è testimoniata anche dal fatto che nei secoli successivi non fu mai sostituito, restando la dimora degli Augusti per eccellenza, che si limitarono solo a restaurarlo e farvi qualche aggiunta. Anzi la sua architettura fece da modello per tutti i successivi palazzi dinastici del potere.
I lavori vennero diretti dall'architetto Rabiro, iniziati poco dopo l'81 (anno della salita al potere di Domiziano) e conclusi nel 92.
Il complesso venne scoperto e scavato nel XVIII secolo, al quale seguirono presto veri e propri saccheggi che hanno irrimediabilmente compromesso lo stato dell'edificio.

## Struttura

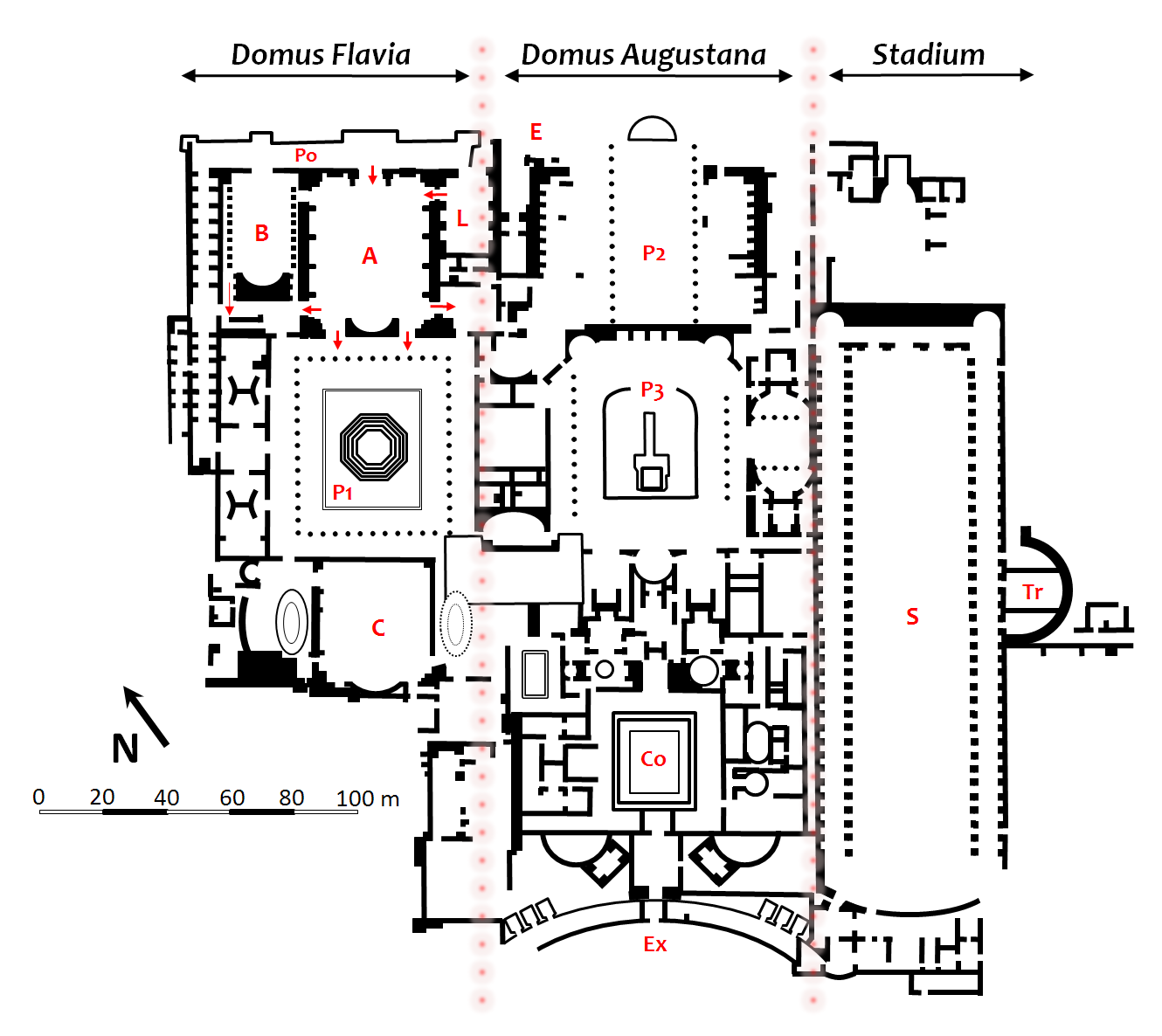
Struttura del palazzo di Domiziano, formato dalla Domus Flavia, dalla Domus Augustana e dallo stadio palatino.
E : entrata principale. L : Lararium. A : Aula Regia. B : Basilica. Po : portico. P1 : peristilio. C : Cenatio. P2 : secondo peristilio. P3 : terzo peristilio. Co : cortile. Ex : grande esedra. S : Stadium. Tr : Tribuna dello Stadium

Il complesso era articolato in più nuclei. Il primo ad essere costruito è quello della Domus Flavia (nella quale spicca l'Aula Regia), il palazzo ufficiale di rappresentanza, seguito dalla Domus Augustana, l'abitazione privata dell'imperatore, e infine lo Stadio. Gli ambienti sono di solito organizzati attorno a un cortile centrale, decorato da magnifiche fontane centrali dalle forme molto articolate.
Tra gli edifici accessori c'erano il Paedagogium, per l'educazione degli schiavi bambini, e la Domus Praeconum, la casa degli araldi.

## Importanza
L'importanza del palazzo imperiale di Domiziano nella storia dell'architettura è quella di un caposaldo. Per la prima volta un unico complesso riuniva tutte le funzioni e le necessità della vita politica dello Stato, organizzate in maniera organica e funzionale. Il palazzo fu la risposta alla "monarchizzazione" del potere attuata proprio sotto Domiziano, che si manifestò anche nell'architettura. La separazione tra ambiente pubblico e privato rispondeva all'esigenza di isolare e sublimare la figura del sovrano, presenza ieratica e semidivina che si mostrava solo in particolari condizioni e solo alla luce della magnificenza dei saloni di rappresentanza. Fondamentale allo scopo è l'uso delle absidi alle spalle dei luoghi di ricevimento, che accentrano l'attenzione sul sovrano e lo isolano come una divinità manifestata ai comuni mortali. 

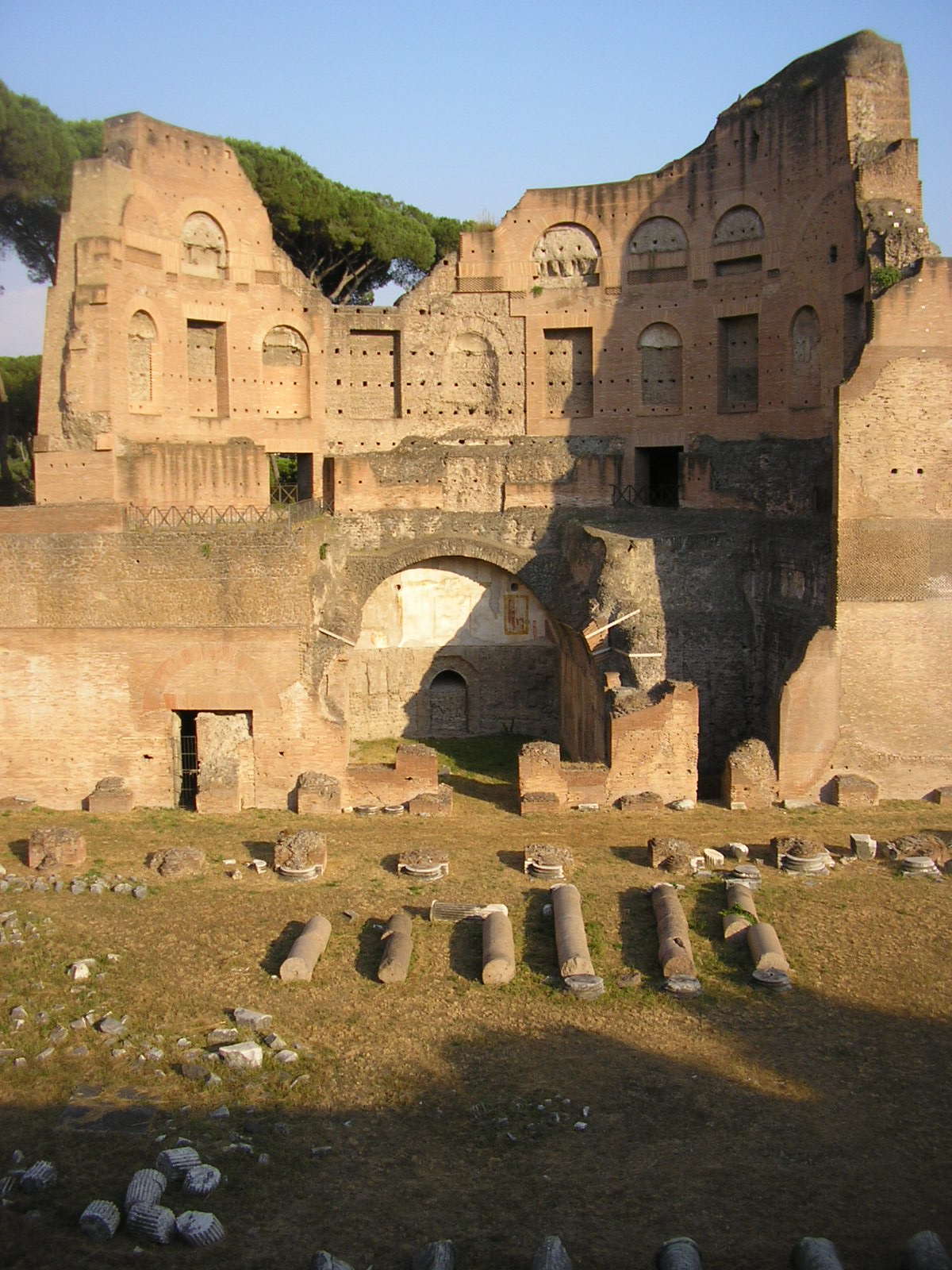
Resti dell'esedra dello Stadio palatino, in cui era collocato il podio imperiale.